# أسطورة المواجهة
أسطورة المواجهة هي الرواية رقم 26 من سلسلة ما وراء الطبيعة التي تصدرها المؤسسة العربية الحديثة ضمن روايات مصرية للجيب للكاتب أحمد خالد توفيق. تُعدُّ السلسلة أول سلسلة روايات عربية في أدب الرعب.

## أحداث الراوية
رواية أسطورة المواجهة هي الجزء الأخير من ثلاثية ابتدأت بإسطورة إيجور وانتصفت بأسطورة الجنرال العائد وانتهت بأسطورة المواجهة.
تأتي الرواية أيضًا في صورة خطابات يستكمل فيها الدكتور رفعت إسماعيل قراءتها في عام 1969م بينما تدور أحداثها في الستينات.
تتحدث الرواية عن إيجور ذلك الطفل الناجي من الحرب العالمية الثانية، بعد ان شاهد أسرته تُقتل ومدينته تنسف وينجو بأعجوبة ولكن بموهبة فريدة من نوعها تتطور كلما تقدم عمره.
يحاول الكثيرون خلال أحداث الرواية الاستفادة من هذة الهبة من السوفيت والأمريكان، ولكن لم يكن يحرك إيجور شيء سوى الانتقام من الجنرال الذي أودى بحياة أسرته ودمر حياته الجنرال سيديلتز جابلر.

## روابط خارجية
- سلسلة ما وراء الطبيعة.
- صفحة أحمد خالد توفيق على موقع جود ريدز
- صفحة د.أحمد خالد توفيق على موقع دار ليلى للنشر.
- صفحة أحمد خالد توفيق على موقع أبجد
- الموقع الرسمي للمؤسسة العربية الحديثة